# Xã Stanton, Quận Champaign, Illinois
Xã Stanton (tiếng Anh: Stanton Township) là một xã thuộc quận Champaign, tiểu bang Illinois, Hoa Kỳ. Năm 2010, dân số của xã này là 505 người.